# 黑烏鴉
《黑烏鴉》（IPA讀音：ɡaˈɡaʔ iˈtəm）是1939年上映的荷屬東印度（今印度尼西亞）強盜片，由約書亞·王和奧斯尼爾·王（Joshua dan Othniel Wong）執導，陳氏影業出品，拉登·莫赫達（Rd Mochtar）、魯姬亞（Roekiah）和E·T·埃芬迪（E. T. Effendi）主演，講述一名化名為「黑烏鴉」的蒙面男子之故事。該電影由1937年大熱作品《月光曲》（Terang Boelan）的工作人員參與拍攝工作，並在上映時取得商業成功及正面評價，但該電影可能已經散佚。

## 製作
《黑烏鴉》由約書亞·王和奧斯尼爾·王兄弟執導，為黑白電影，他們亦負責音效剪接的工作。該電影由陳坤耀的陳氏影業出品，並由拉登·莫赫達、魯姬亞、E·T·埃芬迪和卡托羅（Kartolo）主演。王氏兄弟和主演演員曾在1937年於阿爾貝特·巴林克（Albert Balink）執導的《月光曲》中合作，其後在翌年一同合作拍攝《法蒂瑪》並取得成功。《黑烏鴉》是陳氏影業復業後的第二部電影，以預期取得猶如《月光曲》般的成功。因為這些電影，莫赫達和魯姬亞成為一對公認的螢幕情侶。
記者出身，後來為《月光曲》和《法蒂瑪》編劇的沙倫（Saeroen）為《黑烏鴉》的編劇。《黑烏鴉》講述茂物一名女子和一名化名為「黑烏鴉」的蒙面男子之間的愛情故事。「黑烏鴉」與當時荷屬東印度流行的蘇洛相似，有關形象自1930年代初期起成為巡迴劇團的主要劇目。沙倫撰寫劇本時，延續其在《月光曲》時所用的公式，包括動作、音樂、美景和動作喜劇。電影有六首由H·杜馬斯（H. Dumas）的樂團甜爪哇（Lief Java）演繹的歌曲，該樂團以其揉合傳統音樂及葡萄牙影響的格朗章（Keroncong）演出而聞名。《黑烏鴉》亦有格朗章歌手安妮·蘭杜（Annie Landouw）主唱的歌曲。

## 上映及發行

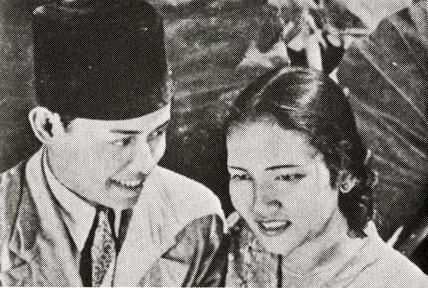
《黑烏鴉》劇照裡的拉登·莫赫達和魯姬亞

《黑烏鴉》在1939年末在荷屬東印度首府巴達維亞（今耶加達）、棉蘭及泗水上映。部份上映的場數以荷蘭語片名作宣傳，並附有荷語字幕。電影改編的小說在上映後不久由日惹的考爾夫－比寧出版社（Kolff-Buning）出版。《黑烏鴉》是1939年四部上映的荷屬東印度電影之一。由於大蕭條的緣故，荷屬東印度電影業顯著沒落，電影院亦改為上映荷里活電影，直至《月光曲》上映時荷屬東印度電影業才開始復興。
《黑烏鴉》雖然未能獲得陳氏影業早期作品的票房成績，但亦取得商業上和影評上的成功。《巴達維亞新聞報》（Bataviaasch Nieuwsblad）一篇匿名影評對電影表示讚賞，尤其讚賞其配樂。該影評認為電影將取得巨大的成功，而荷屬東印度電影業亦反映出有希望的發展前景。該報另一篇影評則表示，雖然「人們可能會對土著電影的文化價值有所動搖」，該電影為荷屬東印度的電影業邁進了一步。影評亦讚賞魯姬亞的「端莊」演技。
在《黑烏鴉》取得成功後，王氏兄弟、沙倫、魯姬亞和莫赫達繼續留在陳氏影業。其下一部電影《西蒂·阿克巴麗》（Siti Akbari）亦取得成功，但也不能取得《月光曲》和《法蒂瑪》般的票房成績。沙倫、約書亞·王和莫赫達其後在1940年離開陳氏影業，當中王和莫赫達因薪資糾紛而離開，而沙倫則重返記者行業。對比其競爭對手而言，陳氏影業在1941年製作的電影數目較少，最終在翌年初因日本佔領荷屬東印度而結業。
直至1951年1月，當地仍有戲院放映《黑烏鴉》，但該電影如今可能已經散佚。荷屬東印度的電影膠卷以非常易燃的硝化纖維製成；1952年，國家電影製片廠（Produksi Film Negara）發生大火，倉庫嚴重焚毀，此後以硝化纖維製成的電影膠卷都被故意銷毀。因此，美國視覺人類學家卡爾·G·海德（Karl G. Heider）便推論，認為所有在1950年前製作的印尼電影均已散失。不過，J·B·克里斯坦托（J.B. Kristanto）在《印尼電影目錄》（Katalog Film Indonesia）中表示，印尼電影資料館收錄了幾部荷屬東印度電影，使之得以流傳。印尼電影歷史學家米斯巴赫·尤薩·比蘭（Misbach Yusa Biran）指出荷蘭政府新聞處（Rijksvoorlichtingsdienst）收藏了幾部日本宣傳電影，並使之留存至今。

## 註解
1. ↑  比蘭只用了一句去描述《黑烏鴉》的劇情[2]。該電影在印尼電影資料庫的條目亦不包含電影的劇情，而影評亦沒有講述任何劇情的詳情[3]。電影改編的小說亦無法透過WorldCat搜索得到。
2. ↑  荷屬東印度時期，荷裔觀眾有時亦會觀看本地電影。
3. ↑  原文：
4. ↑  原文：

## 腳註
1. ↑  Filmindonesia.or.id, Gagak Item; Bataviaasch Nieuwsblad 1939, Gagak Item
2. 1 2 3  Biran 2009，第175–176頁.
3. ↑  Filmindonesia.or.id, Gagak Item.
4. 1 2 3 4  Bataviaasch Nieuwsblad 1939, Gagak Item.
5. ↑  Het Nieuws 1939, (untitled).
6. ↑  Bataviaasch Nieuwsblad 1939, (untitled); De Sumatra Post 1939, (untitled); De Indische Courant 1939, Filmniews
7. ↑  De Indische Courant 1939, Filmniews.
8. 1 2 3  Biran 2009，第212頁.
9. ↑  Biran 2009，第145, 383頁.
10. ↑  Bataviaasch Nieuwsblad 1939, Filmaankondiging.
11. ↑  Biran 2009，第212, 224, 232頁.
12. ↑  Biran 2009，第214頁.
13. ↑  De Nieuwsgier 1951, Agenda.
14. ↑  Biran 2012，第291頁.
15. ↑  Heider 1991，第14頁.
16. ↑  Biran 2009，第351頁.

## 外部連結
- 互联网电影数据库（IMDb）上《黑烏鴉》的资料（英文）